# مولوالد
مولوالد (به ایتالیایی: Selva dei Molini) یک کومونه در ایتالیا است که در تیرول جنوبی واقع شده‌است. مولوالد ۱۰۴٫۷ کیلومتر مربع مساحت و ۱٬۴۴۷ نفر جمعیت دارد و ۱٬۲۲۹ متر بالاتر از سطح دریا واقع شده‌است.

## خواهرخوانده
شهر Somberek خواهرخواندهٔ مولوالد هست.